# CECAFAカップ
CECAFAカップ（英: CECAFA Cup）は、東部・中部アフリカサッカー協会評議会（CECAFA）が主催する、東部および中部アフリカ地域のナショナルチームによるサッカーの国際大会である。

## 概要
アフリカの地方大会としては、最も古い歴史を持つ。

## 歴代優勝国
- 1973年 -  ウガンダ
- 1974年 -  タンザニア
- 1975年 -  ケニア
- 1976年 -  ウガンダ
- 1977年 -  ウガンダ
- 1978年 -  マラウイ
- 1979年 -  マラウイ
- 1980年 -  スーダン
- 1981年 -  ケニア
- 1982年 -  ケニア
- 1983年 -  ケニア
- 1984年 -  ザンビア
- 1985年 -  ジンバブエ
- 1986年 - 非開催
- 1987年 -  エチオピア
- 1988年 -  マラウイ
- 1989年 -  ウガンダ
- 1990年 -  ウガンダ
- 1991年 -  ザンビア
- 1992年 -  ウガンダ
- 1993年 - 非開催
- 1994年 -  タンザニア
- 1995年 -  ザンジバル
- 1996年 -  ウガンダ
- 1997年 - 非開催
- 1998年 - 非開催
- 1999年 -  ルワンダB
- 2000年 -  ウガンダ
- 2001年 -  エチオピア
- 2002年 -  ケニア
- 2003年 -  ウガンダ
- 2004年 -  エチオピア
- 2005年 -  エチオピア
- 2006年 -  スーダン
- 2007年 -  スーダン
- 2008年 -  ウガンダ
- 2009年 -  ウガンダ
- 2010年 -  タンザニア
- 2011年 -  ウガンダ
- 2012年 -  ウガンダ
- 2013年 -  ケニア
- 2014年 - 非開催
- 2015年 -  ウガンダ

## 優勝回数
| 回数 | 国名       | 年                                                                                 |
| ---- | ---------- | ---------------------------------------------------------------------------------- |
| 14回 | ウガンダ   | 1973, 1976, 1977, 1989, 1990, 1992, 1996, 2000, 2003, 2008, 2009, 2011, 2012, 2015 |
| 6回  | ケニア     | 1975, 1981, 1982, 1983, 2002, 2013                                                 |
| 4回  | エチオピア | 1987, 2001, 2004, 2005                                                             |
| 3回  | マラウイ   | 1978, 1979, 1988                                                                   |
| 3回  | スーダン   | 1980, 2006, 2007                                                                   |
| 3回  | タンザニア | 1974, 1994, 2010                                                                   |
| 2回  | ザンビア   | 1984, 1991                                                                         |
| 1回  | ジンバブエ | 1985                                                                               |
| 1回  | ザンジバル | 1995                                                                               |
| 1回  | ルワンダ   | 1999                                                                               |